# Éric Roy
Éric Serge Roy (ur. 26 września 1967 w Nicei) – francuski piłkarz grający na pozycji defensywnego pomocnika.

## Kariera klubowa
Karierę piłkarską Roy rozpoczął w klubie OGC Nice. W 1988 roku awansował do kadry pierwszej drużyny Nice. 26 listopada 1988 zadebiutował w Ligue 1 w zremisowanym 3:3 domowym meczu z Montpellier HSC. W 1991 roku spadł z OGC Nice do Ligue 2 i na tym poziomie rozgrywek grał jeszcze przez rok. W 1992 roku odszedł do SC Toulon, z którym w sezonie 1992/1993 doznał swojej drugiej degradacji do Ligue 2 w karierze.
Po spadku Toulonu, latem 1993 Roy odszedł do Olympique Lyon. W 1995 roku wywalczył z Lyonem wicemistrzostwo Francji. W 1996 roku przeszedł do Olympique Marsylia. W 1999 roku został z Olympique wicemistrzem Francji.
Latem 1999 Roy został piłkarzem angielskiego Sunderlandu. W Premier League zadebiutował 10 września 1999 roku w wygranym 2:0 domowym meczu z Leicesterem City. W Sunderlandzie grał do końca 2000 roku, a na początku 2001 wrócił do Francji i przez pół roku grał w Troyes AC.
W 2001 roku Roy przeszedł do Rayo Vallecano z Madrytu. W Primera División po raz pierwszy wystąpił 25 sierpnia 2001 w przegranym 1:2 domowym spotkaniu z Villarrealem. W Rayo Vallecano grał przez rok.
W 2002 roku Roy wrócił do OGC Nice. Grał w nim przez 2 sezony, czyli do końca swojej kariery.
| Sezon   | Klub               | Kraj      | Rozgrywki        | Mecze | Bramki |
| ------- | ------------------ | --------- | ---------------- | ----- | ------ |
| 1988/89 | OGC Nice           | Francja   | Ligue 1          | 4     | 0      |
| 1989/90 | OGC Nice           | Francja   | Ligue 1          | 19    | 0      |
| 1990/91 | OGC Nice           | Francja   | Ligue 1          | 36    | 2      |
| 1991/92 | OGC Nice           | Francja   | Ligue 2          | 27    | 2      |
| 1992/93 | SC Toulon          | Francja   | Ligue 1          | 34    | 2      |
| 1993/94 | Olympique Lyon     | Francja   | Ligue 1          | 36    | 3      |
| 1994/95 | Olympique Lyon     | Francja   | Ligue 1          | 37    | 3      |
| 1995/96 | Olympique Lyon     | Francja   | Ligue 1          | 38    | 3      |
| 1996/97 | Olympique Marsylia | Francja   | Ligue 1          | 36    | 5      |
| 1997/98 | Olympique Marsylia | Francja   | Ligue 1          | 27    | 2      |
| 1998/99 | Olympique Marsylia | Francja   | Ligue 1          | 24    | 3      |
| 1999/00 | Sunderland AFC     | Anglia    | Premier League   | 24    | 0      |
| 2000/01 | Sunderland AFC     | Anglia    | Division One     | 3     | 0      |
| 2000/01 | Troyes AC          | Francja   | Ligue 1          | 6     | 0      |
| 2001/02 | Rayo Vallecano     | Hiszpania | Primera División | 12    | 0      |
| 2002/03 | OGC Nice           | Francja   | Ligue 1          | 36    | 2      |
| 2003/04 | OGC Nice           | Francja   | Ligue 1          | 16    | 0      |

## Kariera trenerska
W 2010 roku Roy został pierwszym trenerem OGC Nice zastępując Didiera Ollé-Nicolle. W 2011 roku utrzymał klub z Nicei w Ligue 1.